# Kommende Braunsroda

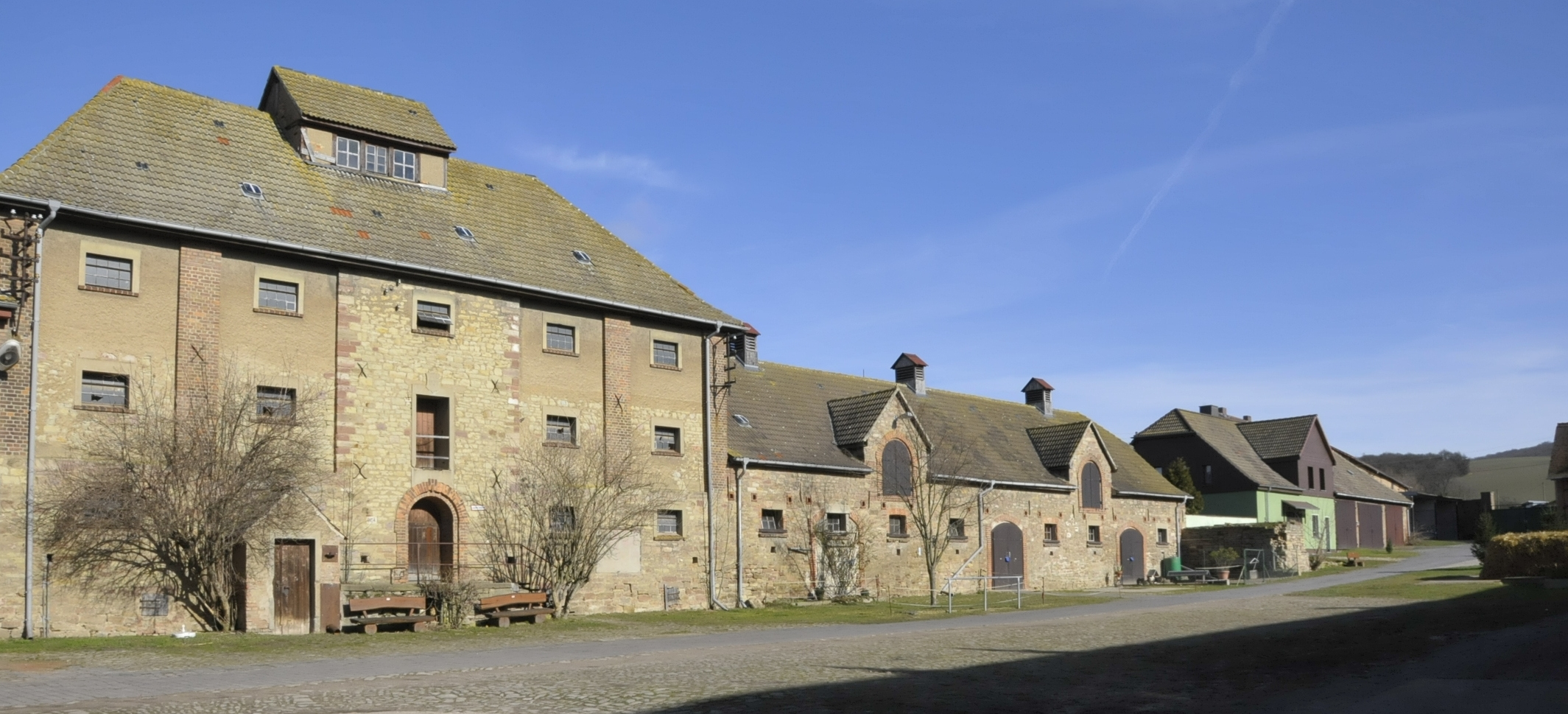
Teilansicht des Gutes Braunsroda. Die Gebäude stammen aus dem Anfang des 18. Jahrhunderts

Die Kommende Braunsroda war eine Niederlassung des Lazarus-Ordens in Braunsroda bei Heldrungen im Kyffhäuserkreis (Thüringen). Sie entstand vor 1231 mit der Schenkung der Kapelle in Braunsroda und endete 1490/92 mit der Übernahme durch den Johanniterorden; danach war Braunsroda nur noch ein Ordenshof der Kommende Gotha. Der Ordenshof in Braunsroda kam 1496 (und endgültig 1520) gegen einen jährlichen Zins an die Grafen von Mansfeld.

## Lage
Braunsroda liegt rund 2,2 km ostnordöstlich von Heldrungen und 11,5 km ostsüdöstlich von Bad Frankenhausen/Kyffhäuser. Das spätere Rittergut der Familie von Trebra in Braunsroda dürfte wohl an der Stelle der ursprünglichen Lazariten-Niederlassung gelegen haben.

## Geschichte
Um/vor 1230 hatten die Brüder Heinrich, Hartmann, Hermann und Otto von Heldrungen dem Lazarusorden die Kapelle St. Cyriaci in Braunsroda mit ihren Einkünften und Ämtern geschenkt. Die Schenkung wurde von Erzbischof Siegfried von Mainz am 18. Dezember 1231 bestätigt.
1253 (7. Juli) befahl Papst Innozenz IV. der hohen und niederen Geistlichkeit die Lazaritenbrüder bei ihren Rechten und Privilegien zu belassen. Diese Aufforderung wurde 1262 von seinem Nachfolger Papst Urban IV. wiederholt.
Am 22. Mai 1280 beurkundeten Heinrich, Friedrich, Heinrich Hermann und Heinrich von Heldrungen, dass sie alle zum Dorf Brunsrode gehörige(n) Güter zum beständigen Besitz verkaufet haben an die Brüder des Lazarus-Orden in Braunsroda. Ob Braunsroda damals schon Kommende war, wie Beck behauptet, ist eher unwahrscheinlich, da kein Komtur genannt wird. 1293 wird lediglich ein Vorsteher (provisor) in Braunsroda genannt. Durch weitere Schenkungen der Herren von Heldrungen in Oberheldrungen wurde der Grundbesitz beträchtlich erweitert und Braunsroda dürfte dann zur Kommende aufgestiegen sein. Die Kommende erwarb außerdem vier Siedelhöfe mit vier Hufen und 70 Acker Holz vom Grafen von Rabinswalde.
1296 schenkten die Grafen Albert und Friedrich von Wernigerode den Lazariten in Braunsroda die ihnen heimgefallenen Güter des verstorbenen Berthold von Oberheldrungen.
Am 13. Mai 1304 (in die Sancti Servacii) überließen die Vettern Friedrich und Friedrich von Heldrungen der Kommende Braunsroda die Kirchenpatronate in Brettla (Bretleben) und Bernsdorf (wüst gefallen bei Reinsdorf).
Am 12. Mai 1306 verkaufte Heinrich de Gutthirn (Guttern, Gottern), der Kommendator von Braunsroda den Metelberg, den einst ein Ritter Nenzmann vom Grafen von Bichelingen zu Lehen hatte, für 16 Mark Silber Nordhäuser Währung an Lupoldus, den Kommendator der Deutschordenskommende Griefstedt. Der Verkauf wird durch den magister Alemanie fratrum ordinis sancti Lazari Henricus Thopilstein durch dessen Siegel bestätigt. Als Zeugen werden noch erwähnt, die Brüder Gerhardus Bock und Conradus de Erfordia.
Am 21. März 1313 bestätigte Papst Clemens V. dem Kommendator und den Brüdern der Kommende Braunsroda, das ihnen von Friedrich, Herr zu Heldrungen übertragene Patronatsrecht der Kirche St. Johannis zu Brethla (Bretleben).
In einer Urkunde von 1378 wird der Kommendator Günther Stotz von Braunsroda nachgewiesen. 1483 wird der Kommendator Matthäus Eichhorn genannt.
1483 wurden dem Orden durch Papst Sixtus IV. noch alle seine Privilegien und Einkünfte bestätigt. Doch schon 1489 hob Papst Innozenz VIII. den Orden auf und inkorporierte ihn in den Johanniterorden. Allerdings wurde der päpstlichen Bulle kaum Folge geleistet, z. B. in Frankreich, wo der Orden weiter existierte. Die deutschen Niederlassungen des Lazarus-Ordens fielen aber alle 1491/2 an die Johanniter.
Nach Gerd Schlegel übernahm 1490 zunächst die Johanniterkommende Weißensee die Besitzungen des Lazarus-Ordens in Braunsroda bei Heldrungen. Nur sechs Jahre später soll die Kommende Weißensee den Braunsrodaer Besitz den Grafen von Mansfeld gegen einen jährlichen Zins von 60 Gulden überlassen haben. Nach Sagittarius fiel der Besitz in Braunsroda dagegen 1490 an die Kommende Gotha. 1520 gab Peter Klopstein den Hof in Braunsroda an Graf Ernst von Mansfeld gegen einen jährlichen Zins von 60 Gulden. Der Graf überwies ihn dem Mansfeldischen Amt Heldrungen. Herzog Georg von Sachsen, Landgraf von Thüringen bestätigte den Verkauf am 11. Juni 1520.
1525 übertrug Peter Klopstein alle Güter der Kommende Gotha an den Rat der Stadt Gotha, behielt sich aber noch die Nutzung der Hospitalgüter und Leitung des Hospitals vor. Erst 1534 verzichtete er endgültig auf alle Güter und ließ sich großzügig entschädigen. Damit war die Stadt Gotha im (Ober-)Besitz des Braunsrodaer Hofes. 1536 bemühte sich der Rat der Stadt Gotha den Hof wieder in ihren direkten Besitz zu bekommen. Sogar der Kurfürst Johann Friedrich von Sachsen schaltete sich ein. Der Hof in Braunsroda blieb aber weiterhin im (Lehens-)Besitz der Mansfelder Grafen, die Braunsroda durch das Amt Heldrungen verwalten ließen. Seit 1667 war der Hof durch einen Tausch in den direkten Besitz der Familie von Trebra gekommen, die ihn bis 1945 behaupteten. Die Zahlung des jährlichen Zinses von 60 Talern an das Hospital Marien Magdalenen in Gotha hatte das Amt Heldrungen übernommen.
Nach Madelung empfing das Hospital Maria Magdalena in Gotha sogar noch 1767 den jährlichen Zins von 60 Mfl. aus dem Amt Heldrungen. Nach Naumann wurde der Zins von 60 Gulden sogar bis 1854 gezahlt. Erst in diesem Jahr löste die Regierung in Merseburg den Zins ab.

## Kommendatoren/Komture
- 1283 Heinricus, Provisor[15]
- 1306 Heinrich de Gutthirn (Guttern), Kommendator[10]
- 1378 Günther Stotz/Stoß, Kommendator,[20] war 1369 Kommendator von Breitenbich und Landkomtur
- 1433 Johannes Prinzernail, Komtur[28] (er war 1437 Komtur in Breitenbich)
- 1437 Johann Bobenburg, Komtur[29]
- 1460 Matthäus Eichhorn, Komtur[30]
- 1483 Matthäus Eichhorn, Komtur[15]